# 罗马尼亚比利·简·金杯代表队
罗马尼亚比利·简·金杯代表队代表罗马尼亚参加比利·简·金杯/联合会杯网球赛事。该队由罗马尼亚网球联合会负责管理和组织参赛。
罗马尼亚在比利·简·金杯（以前称为联合会杯）中的最佳成绩是1973年进入世界组半决赛。罗马尼亚还曾五次进入世界组八强，分别是在1974年、1978年、1980年、1981年和2016年。
罗马尼亚曾在比赛的世界组中度过了共计12年，但在1992年降级。随后，罗马尼亚在接下来的七年里参加欧洲/非洲区域级别的比赛。1999年，罗马尼亚进入世界二组附加赛，但未能晋级。
从2000年到2013年，罗马尼亚仅在欧洲/非洲区域级别的比赛中参赛。在2013年底和2014年末，罗马尼亚有四名选手跻身WTA前100名，这帮助罗马尼亚在2014到2015年间实现了连续晋级，于2016年首次回到世界组，这是自1992年以来的首次。然而在2017年被降级到世界二组。2018年，罗马尼亚凭借在附加赛中以3-1战胜瑞士成功回归世界组。